# Michaela Abresch
Michaela Abresch (* 1965) ist eine deutsche Schriftstellerin, die mit ihren historischen Erzählungen und Romanen Bekanntheit erlangte.

## Leben und Werk
Abresch begann mit dreizehn Jahren, Geschichten zu schreiben. 2012 erschien ihr Erzählband Das Mirakelbuch, eine Sammlung von zwölf historischen Geschichten mit regionalem Bezug zu ihrer Heimat, dem Westerwald. Die Mischung aus realen Schauplätzen der Gegend und fiktiven Handlungen wird auch in den sechs historischen Kurzkrimis aufgegriffen, die unter dem Titel Kalt ruht die Nacht im Oktober 2017 erschienen.
Mit Ostrakon – Die Scherbenhüterin schrieb sie 2013 ihr Romandebüt, einen historischen Roman vor der Kulisse des alten Palästina.
Im Jahr 2015 folgte mit Meermädchen und Sternensegler eine Sammlung mit sieben fantasievollen Geschichten, die in einer wundersamen Welt zwischen Traum und Wirklichkeit spielen. Das Märchen Der Turm auf dem Eiland wurde im Jahr 2015 gemeinsam mit dem Hangspieler Uwe Wagner als Hörspiel produziert.
Im September 2020 erschien im Acabus Verlag ihr Roman „All die ungelebten Leben“. Im März 2024 folgte „Das Geheimnis von Dikholmen“ im Verlag Bastei Lübbe.
Außer belletristischen Werken verfasst Michaela Abresch, die neben ihrer schriftstellerischen Tätigkeit in der pflegerischen Beratung der Behindertenhilfe tätig ist, Artikel für Fachzeitschriften und Fachbücher.

## Bibliographie
- Kurzgeschichte Der grüne Stein in der Anthologie Der König im grünen Gewand, Verlag Christoph Kloft, 2013, ISBN 978-3-929656-26-8.
- Kurzgeschichte Rückkehr in der Anthologie „Die Sturmglocke“, Gardez!Verlag, 2017, ISBN 978-3-89796-278-1.
- Das Mirakelbuch – Historische Erzählungen aus dem Westerwald, Acabus Verlag 2012, ISBN 978-3-86282-152-5.
- Ostrakon – Die Scherbenhüterin, Acabus Verlag 2013, ISBN 978-3-86282-229-4.
- Meermädchen und Sternensegler – Geschichten zwischen Traum und Wirklichkeit, Acabus Verlag 2015, ISBN 978-3-86282-381-9.
- Kalt ruht die Nacht – Historische Kriminalgeschichten aus dem Westerwald, Acabus Verlag 2017, ISBN 978-3-86282-538-7.
- All die ungelebten Leben, Acabus Verlag 2020, ISBN 978-3-86282-733-6.
- Das Geheimnis von Dikholmen, Verlag Bastei Lübbe 2024, ISBN 978-3-404-19247-2